# Surrender (альбом Дайаны Росс)
Surrender — третий студийный альбом американской певицы Дайаны Росс, вышедший 6 июля 1971 года на лейбле Motown. В Великобритании издавался под названием I’m Still Waiting.

## Об альбоме
Для записи данного альбома певица вновь пригласила авторско-продюсерскую команду Эшфорд и Симпсон, которая ранее работала над её дебютным альбомом 1970 года. Как и на прошлом, здесь присутствуют кавер-версии песен других артистов, сотрудничавших с Эшфордом и Симпсон ранее: «Didn’t You Know» (Gladys Knight & the Pips), «I Can’t Give Back the Love I Feel for You» (Рита Райт) и «Reach Out (I’ll Be There)» (Four Tops). Работа над диском была закончена ещё до начала весны, и он поступил в продажу в июле 1971 года. Заниматься раскруткой пластинки певица не могла в виду беременности, её первая дочка Ронда появилась на свет уже в августе.
Выходу студийника предшествовали два сингла. Первый «Remember Me» был выпущен ещё в декабре прошлого 1970 года, а второй «Reach Out (I’ll Be There)» в апреле 1971 года. Обе сорокопятки, побывавшие в лучшей двадцатке национального рейтинга, способствовали росту покупательского интереса к лонгплею. Так еженедельник Billboard в своей рецензии на Surrender от 24 июля 1971 года писал: «Два её [вышеупомянутых] недавних хита присутствуют здесь, что уже является залогом очень хороших продаж. Но с ними или без них LP представляет собой настоящий фурор, благодаря превосходному качеству исполнения материала Эшфорда и Симпсона». Канадский музыкальный журнал RPM также отметил, что диск наполнен мощным коммерческим материалом. Record World тоже обратил внимание, что творческое трио Росс, Эшфорд и Симпсон оказалось довольно впечатляющим. Американский публицист Роберт Кристгау пришёл к аналогичным выводам, высоко оценив работу и сопроводив оценку удовлетворённым комментарием, что «на этот раз хиты, написанные Эшфордом и Симпсоном для Дианы, были написаны для именно Дианы, что сводит к минимуму неловкие сравнения».
Лонгплей достиг 56-го места в американском Billboard Top LPs & Tape и 10-го места в чарте Top R&B/Hip-Hop Albums. Также он занял 10-е место в Великобритании и получил там серебряную сертификацию.

## Список композиций
| №  | Название                                    | Автор(ы)                                       | Длительность |
| -- | ------------------------------------------- | ---------------------------------------------- | ------------ |
| 1. | «Surrender»                                 | Николас Эшфорд, Валери Симпсон                 | 2:53         |
| 2. | «I Can’t Give Back the Love I Feel for You» | Николас Эшфорд, Валери Симпсон, Брайан Холланд | 3:16         |
| 3. | «Remember Me»                               | Николас Эшфорд, Валери Симпсон                 | 3:16         |
| 4. | «And If You See Him»                        | Николас Эшфорд, Валери Симпсон                 | 2:50         |
| 5. | «Reach Out (I’ll Be There)»                 | Ламонт Дозье, Брайан Холланд, Эдди Холланд     | 4:50         |

| №                   | Название                                        | Автор(ы)                                         | Длительность |
| ------------------- | ----------------------------------------------- | ------------------------------------------------ | ------------ |
| 1.                  | «Didn’t You Know (You’d Have to Cry Sometime)?» | Николас Эшфорд, Валери Симпсон                   | 2:56         |
| 2.                  | «A Simple Thing Like Cry»                       | Николас Эшфорд, Валери Симпсон                   | 2:56         |
| 3.                  | «Did You Read the Morning Paper?»               | Николас Эшфорд, Валери Симпсон, Ричард Моника    | 3:53         |
| 4.                  | «I’ll Settle for You»                           | Николас Эшфорд, Валери Симпсон, Джозефин Армстед | 2:58         |
| 5.                  | «I’m a Winner»                                  | Николас Эшфорд, Валери Симпсон                   | 3:05         |
| 6.                  | «All the Befores»                               | Николас Эшфорд, Валери Симпсон                   | 4:35         |
| Общая длительность: | Общая длительность:                             | Общая длительность:                              | 39:16        |

Расширенное издание (2008)
| №                   | Название                                                      | Автор(ы)                                         | Длительность |
| ------------------- | ------------------------------------------------------------- | ------------------------------------------------ | ------------ |
| 1.                  | «Surrender»                                                   | Николас Эшфорд, Валери Симпсон                   | 2:53         |
| 2.                  | «I Can’t Give Back the Love I Feel for You»                   | Николас Эшфорд, Валери Симпсон, Брайан Холланд   | 3:16         |
| 3.                  | «Remember Me»                                                 | Николас Эшфорд, Валери Симпсон                   | 3:16         |
| 4.                  | «And If You See Him»                                          | Николас Эшфорд, Валери Симпсон                   | 2:50         |
| 5.                  | «Reach Out (I’ll Be There)»                                   | Ламонт Дозье, Брайан Холланд, Эдди Холланд       | 4:50         |
| 6.                  | «Didn’t You Know (You’d Have to Cry Sometime)?»               | Николас Эшфорд, Валери Симпсон                   | 2:56         |
| 7.                  | «A Simple Thing Like Cry»                                     | Николас Эшфорд, Валери Симпсон                   | 2:56         |
| 8.                  | «Did You Read the Morning Paper?»                             | Николас Эшфорд, Валери Симпсон, Ричард Моника    | 3:53         |
| 9.                  | «I’ll Settle for You»                                         | Николас Эшфорд, Валери Симпсон, Джозефин Армстед | 2:58         |
| 10.                 | «I’m a Winner»                                                | Николас Эшфорд, Валери Симпсон                   | 3:05         |
| 11.                 | «All the Befores»                                             | Николас Эшфорд, Валери Симпсон                   | 4:35         |
| 12.                 | «I’m Still Waiting»                                           | Дик Ричардс                                      | 3:45         |
| 13.                 | «Baby I’ll Come»                                              | Николас Эшфорд, Валери Симпсон                   | 2:56         |
| 14.                 | «Remember Me» (Diana! Vocal/Undubbed Stereo Mix)              | Николас Эшфорд, Валери Симпсон                   | 3:32         |
| 15.                 | «Reach Out, I’ll Be There» (Alternate Vocal)                  | Ламонт Дозье, Брайан Холланд, Эдди Холланд       | 5:42         |
| 16.                 | «I Can’t Give Back the Love I Feel for You» (Alternate Vocal) | Николас Эшфорд, Валери Симпсон, Брайан Холланд   | 3:24         |
| 17.                 | «Ain’t No Mountain High Enough» (Alternate Vocal And Mix)     | Николас Эшфорд, Валери Симпсон                   | 6:44         |
| 18.                 | «Remember Me» (Alternate Vocal And Mix)                       | Николас Эшфорд, Валери Симпсон                   | 3:44         |
| 19.                 | «Surrender» (Alternate Stereo Mix)                            | Николас Эшфорд, Валери Симпсон                   | 3:17         |
| 20.                 | «Remember Me» (Valerie Simpson Demo Vocal)                    | Николас Эшфорд, Валери Симпсон                   | 3:39         |
| Общая длительность: | Общая длительность:                                           | Общая длительность:                              | 76:00        |

## Позиции в хит-парадах
| Хит-парад (1971)                       | Высшая позиция |
| -------------------------------------- | -------------- |
| Великобритания (UK Albums Chart)       | 10             |
| Канада (RPM Top Albums/CDs)            | 46             |
| США (Billboard 200)                    | 56             |
| США (Billboard Top R&B/Hip-Hop Albums) | 10             |

| Год  | Хит-парад                       | Позиция |
| ---- | ------------------------------- | ------- |
| 1971 | США (Billboard Top Soul Albums) | 36      |

## Сертификации и продажи
| Регион | Сертификация | Продажи |
| --- | ------------ | ------- |
| Великобритания (BPI) | Серебряный   | 60 000^ |
| * Данные о продажах приведены только на основе сертификации. ^ Данные о тиражах приведены только на основе сертификации. |              |         |